# Ozarba deficiens
Ozarba deficiens là một loài bướm đêm trong họ Noctuidae.